# Cape Maria van Diemen

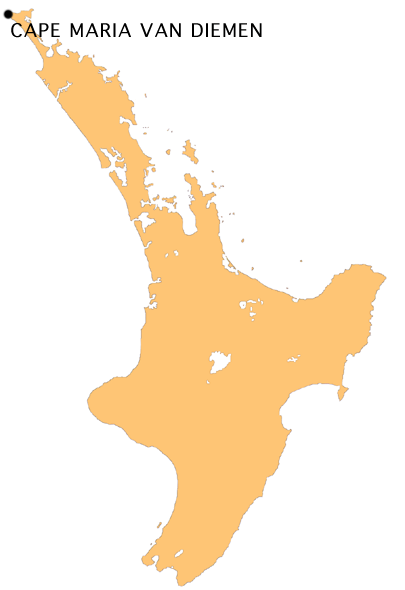
Położenie Przylądka Maria van Diemen

Cape Maria van Diemen – przylądek, będący najbardziej na zachód wysuniętym punktem Wyspy Północnej w Nowej Zelandii.

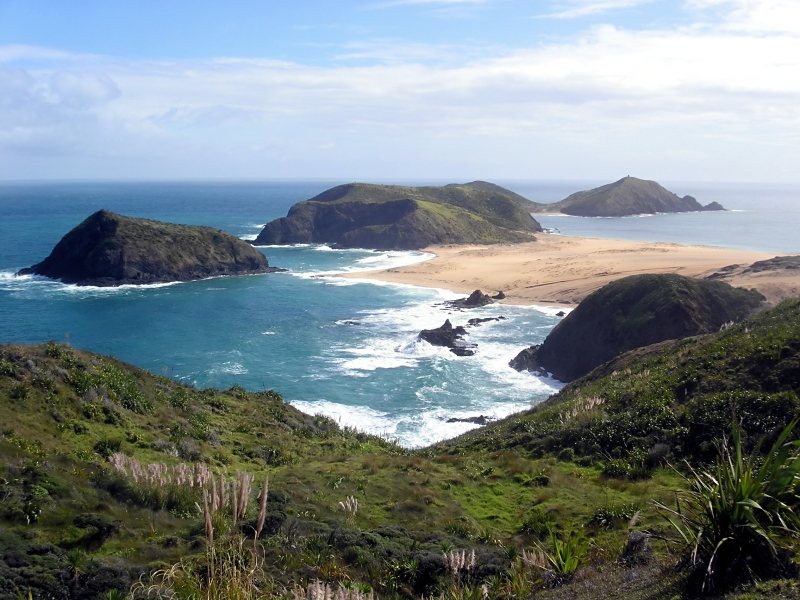
Cape Maria van Diemen